# Egon Schultz
Pour les articles homonymes, voir Schultz.
Egon Schultz, né le 4 janvier 1943 à Gościno en Poméranie et mort le 5 octobre 1964 à Berlin-Est, est un soldat appelé des troupes frontalières de la Nationale Volksarmee, l'armée de la République démocratique allemande (RDA, Allemagne de l'Est). Tué lors d'un échange de tirs avec des fugitifs passant le Mur de Berlin, il est commémoré en martyr par les autorités est-allemandes.

## Jeunesse
Egon Schultz naît durant la Seconde Guerre mondiale dans ce qui est alors la Prusse. Ce territoire étant occupé par la Pologne après la Guerre, la famille Schultz émigre en 1950 et s'installe à Rostock en Allemagne de l'Est. Il est issu de la classe ouvrière : son père est conducteur de camions, et sa mère est serveuse. Il est le second de leurs deux fils. En juillet 1960, Egon entreprend des études pour devenir enseignant en école primaire ; il avait aimé travailler avec des enfants en tant que membre de la Jeunesse libre allemande. Il commence à travailler comme enseignant à Rostock en septembre 1963, mais est conscrit peu après le début de l'année scolaire, et commence un service militaire de trois ans comme garde auprès du tout nouveau Mur de Berlin.

## Garde frontalier et décès
Au printemps 1964, à l'issue d'une formation d'officier, le jeune sergent Schultz est nommé chef de groupe dans le 34e régiment frontalier, dans le quartier de Berlin-Mitte. En août, il dépose sa candidature pour devenir membre du Parti socialiste unifié (Sozialistische Einheitspartei Deutschlands, le parti au pouvoir).
Le soir du 4 octobre, plusieurs gardes dont Egon Schultz sont appelés en renfort par un officier de la Stasi, la police de la sécurité d'État. Ils ont ordre d'intervenir à l'encontre d'activités suspectes au 55 de la rue Strelitzer Straße, rue très proche du Mur. Il s'avère que des étudiants y ont creusé un tunnel (le « tunnel 57 ») pour faire passer leurs proches à l'Ouest. Vers minuit et quart, les soldats investissent les lieux, sans avoir été pleinement informés par la Stasi de ce qu'ils y trouveraient. Reinhard Furrer (futur spationaute) monte la garde pour les évadés, et court les prévenir. L'un des passeurs ouvre le feu, atteignant Schultz. Les soldats ripostent ; Schultz, déjà blessé, est atteint d'une dizaine de balles de kalachnikov tirées par l'un de ses camarades, qui l'abat par erreur dans l'obscurité. Il décède en chemin vers l'hôpital, tandis que les transfuges réussissent à rejoindre Berlin-Ouest.

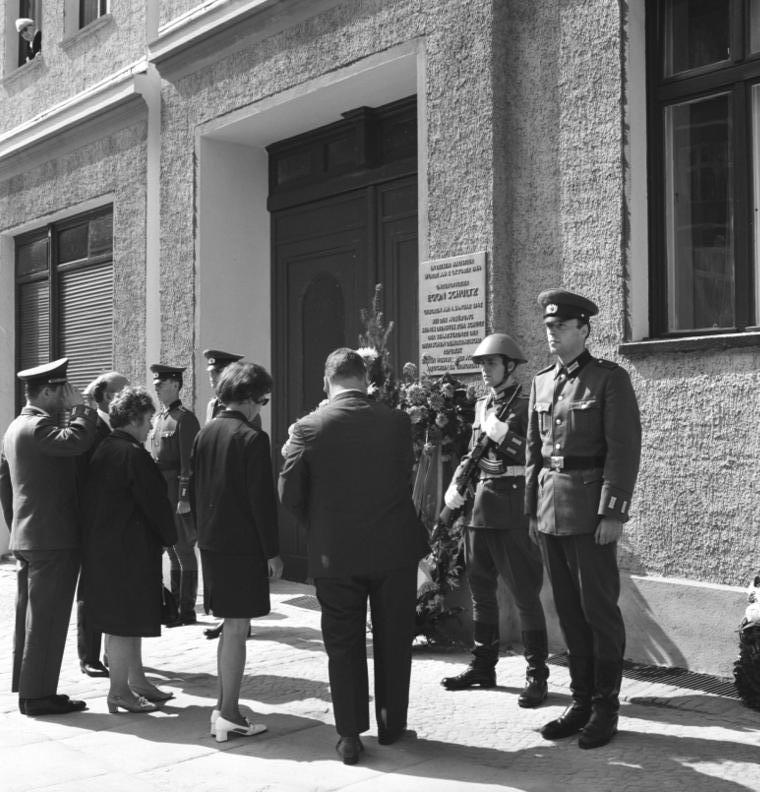
Cérémonie en août 1971 à la mémoire d'Egon Schultz sur les lieux où il a été abattu.

## Suites

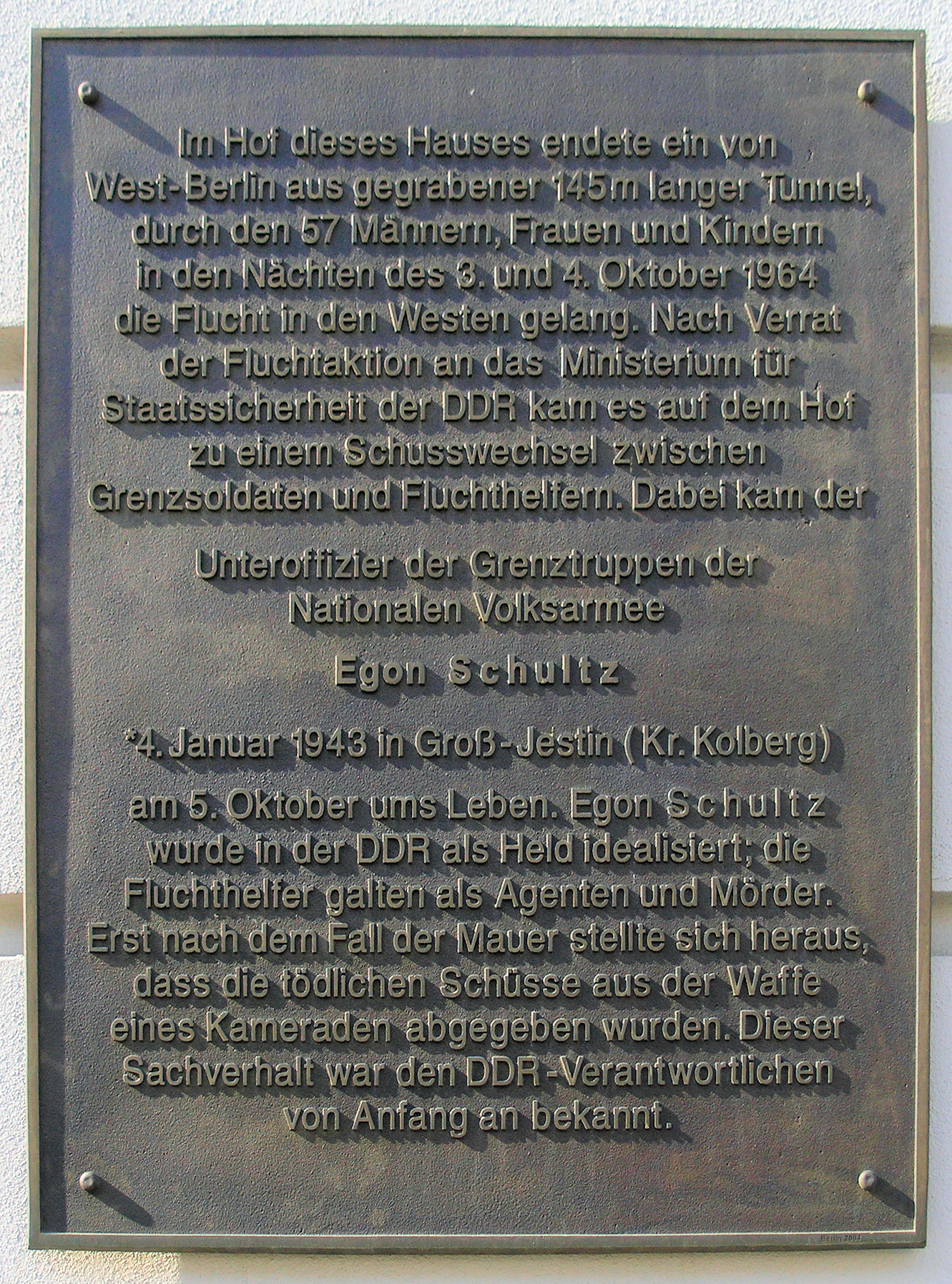
La plaque commémorative actuelle sur les lieux.

Les autorités est-allemandes annoncent que le sergent Schultz a été assassiné par des agents de l'ouest aidant les transfuges. Il reçoit des funérailles d'État avec les honneurs militaires. Son cercueil est transféré de Berlin à Rostock ; le long du chemin, les autorités s'assurent que des dizaines de milliers de personnes lui rendent hommage. Erich Honecker, alors membre du politburo du parti, assiste aux funérailles et y affirme que les tirs ayant abattu le jeune sergent étaient également « dirigés contre la barrière de protection anti-fasciste [c'est-à-dire le Mur] qui protège notre paix, votre paix ». L'école où Egon Schultz avait commencé sa carrière d'enseignant est rebaptisée en son nom. Au cours des années qui suivent, plus d'une centaine d'écoles et d'autres institutions portent son nom. En 1965, une plaque commémorative est apposée au 55 Strelitzer Straße, renommée Egon-Schultz-Straße l'année suivante.
La RDA disparaît en 1990, un an après la chute du Mur. En 1992, les autorités de l'Allemagne réunifiée ouvrent une enquête sur les circonstances de la mort de Schultz. L'enquête fait apparaître que Christian Zobel, un Ouest-Allemand venu aider les transfuges, a tiré le premier ; la balle de son arme perfore le poumon d'Egon Schultz. Schultz est ensuite mortellement atteint par les tirs de l'un de ses camarades, qui ouvre le feu dans l'obscurité sur ordre d'un officier de la Stasi. Le soldat ayant tué Schultz par erreur n'est pas poursuivi : il avait tiré sur ordre, et en légitime défense en réponse au tir de Zobel. Zobel lui-même étant déjà mort au moment de l'enquête, la mère d'Egon Schultz tente de poursuivre les autres passeurs venus de l'ouest pour complicité de meurtre. Ces poursuites sont abandonnées en 1999, au motif que Zobel portait la seule responsabilité du crime.
Une nouvelle plaque commémorative au 55 Strelitzer Straße (qui a retrouvé son nom d'origine) commémore aujourd'hui Egon Schultz en tant que victime du Mur de Berlin.